# توکانو، باهیا
توکانو، باهیا (به پرتغالی: Tucano, Bahia) یک سکونتگاه مسکونی در برزیل است که در باهیا واقع شده‌است.